# 沖田畷の戦い
沖田畷の戦い（おきたなわてのたたかい）は、安土桃山時代の天正12年3月24日（1584年5月4日）に肥前島原半島（長崎県）で勃発した戦い。九州の戦国大名である龍造寺隆信と有馬晴信・島津家久の合戦である。「畷」とは田のあいだの道。たんぼ道。あぜ道である。

## 合戦までの経緯
龍造寺氏は少弐氏の被官から下克上で戦国大名となり、隆信の代には佐賀を本拠地として肥前国を統一する。さらに元亀元年（1570年）の今山の戦いで大友宗麟軍を破り、勢いに乗って肥後半国、筑前、筑後、豊前の一部（長崎県、佐賀県、熊本県北部、福岡県）を獲得した。
天正6年（1578年）に大友宗麟は日向に南征し、島津義久に敗れる（耳川の戦い）。この結果、大友家は多くの武将を失い、さらに大友庶家・家臣団の離反も相次いで衰退する。そのため大友家は当時九州で成立していた九州三強から脱落し、耳川の戦いで勝利した島津家と、その合戦に乗じて大友領を侵食した龍造寺家の二強が争う時代となる。
天正9年（1581年）、島津家は肥後に北上する。これに対して龍造寺家も隆信の嫡男・政家と義兄弟の鍋島信生（後の直茂）を派遣して島津方の赤星親隆を下し、肥後北部の山本郡の内古閑鎮房も降伏させた。このため肥後北部の国人は龍造寺家に帰順する。
しかし隆信は、筑後柳川の蒲池鎮並が島津氏へ通謀していることを知り、蒲池一族を小河信貴、徳島長房に殺害させるなどしたため、諸将士の離反を惹き起こし、筑後衆の中では隆信に叛く者が出るにいたった。

## 沖田畷の戦い

### 両軍の対応
天正12年（1584年、3月19日、有馬晴信の背信を知った隆信は龍王崎から出陣した。3月20日には島原半島北部の神代に上陸した。
有馬晴信は八代にいた島津軍に援軍を要請する。当時、島津家は肥後の平定に着手していたが、龍造寺軍の主力が島原に到達したとなると放置もしておけず、有馬に対して援軍を送り出した。ただ、島津軍の主力が動けば、衰えたとはいえ大友家が南下しかねず、相良義陽を戦死させた阿蘇惟光・甲斐宗運らの動きもあり、島津義久は大軍を島原に送ることはできず、弟の家久や頴娃久虎、新納忠元、猿渡信光、伊集院忠棟、川上忠智らを大将にして送り出した。兵力は有馬軍の5,000人にも満たなかった。幸いだったのは島津軍の到着が3月22日と龍造寺軍の前日だったことであるが、龍造寺軍を悩ませた海の時化が島津軍の渡海をも遅らせ、またこれにより大軍を送れなかったのである。
一方の龍造寺軍では、鍋島信生が主君の隆信に対して島津軍を警戒するように諌めた。信生は長期持久戦に持ち込むことで島津の援軍が肥後に撤退するのを待ってから有馬を攻め潰すように進言していたが、圧倒的な兵力を誇る隆信は傲慢になっており諫言を聞き入れなかった。
島津・有馬連合軍は兵力的に不利なことから、晴信は島津の大軍の後詰を待つ後詰決戦を主張するが、家久は積極的な防衛策による龍造寺軍壊滅を策し、戦場は島原の北方にある沖田畷と定められた。当時、島原周辺は海岸線から前山の裾野にかけて広大な湿地と深田が広がっており、前山と森岳城との間にある道も幅が大変狭かった。沖田畷とはその湿地帯を縦貫する畷であった。連合軍はこの畷を封鎖するように大木戸を、森岳城には柵を築いて防備を強化し、徹底的に守りを固めた。これらの防備は3月23日の夜までに完了したが、龍造寺軍の鈍重な進軍がもたらした幸運でもあった。この時の連合軍の布陣は晴信を総大将に本陣は森岳城に置かれ、海岸線には伊集院忠棟ら1,000余、内陸側の大木戸には赤星一党の50人、家久軍は伏兵として森岳城の背後に控え、新納忠元ら1,000は前山の山裾に伏兵として潜んだ。
これに対して3月24日未明、龍造寺軍は沖田畷に進軍し、山手を鍋島信生が、浜手を隆信の次男・江上家種と後藤家信らが、中央は隆信本隊が布陣して沖田畷を突破し、森岳城を攻撃することとした。

### 決戦
島津・有馬連合軍は森岳城の北と前面に障害（大城戸等）を築いてわずかな騎兵を配置するとともに、籠城する有馬軍主力以外はすべてこの防御ラインの手前の山陰に隠れて待機した。一方、隆信は森岳城を俯瞰する小山に上り、敵方の陣営を一望してその数の少ないことを知り容易に勝利を得ることが出来ると驕慢の態度を示した。
辰の刻（午前8時頃）に戦闘が始まり、島津方は龍造寺軍をおびき寄せる計略を用いたため応戦をせず、敗北を装い退却した。追撃してきた龍造寺軍に弓や鉄砲を乱射したため、先陣は崩れ、これを助けようとした二陣も左右が深沼で細道のため思うように進めずに難儀していた。島津・有馬連合軍は泥田・沼地によって畷の一本道以外には展開できない龍造寺軍を誘い込んだうえで銃撃により進軍阻止・混乱させたのである。
隆信は前線の様子を確認するため吉田清内を使者として派遣したが、清内は前線の諸将に対して命を惜しまず攻めるようにと、隆信から命ぜられていないことまで触れて回った。そのため諸将はいきり立ち、無謀な攻撃を仕掛けたところ、それまで潜んでいた島津方の伏兵が弓、鉄砲を射掛けた。不意をつかれた龍造寺軍は深田に入り込んだため射殺されていった。後退する部隊とそれを知らずに前進する後続部隊とで畷は混乱に陥っていた。また、浜手（有明海側）を密集して進む龍造寺軍の江上勢・後藤勢2千に対し、島津・有馬連合軍は大砲2門を積んだ天草伊豆守の船から砲撃を加えて損害を与えて、これを敗走させた。この機を捉えた島津・有馬連合軍はすかさず陣前出撃に移り、伊集院忠棟勢と有馬軍主力を持って浜手方向から龍造寺軍本陣を攻撃した。
未の初刻（午後2時）、隆信は床机に腰掛けていたが、島津方の川上忠堅に見つかってしまい、忠堅に切りかかられて隆信は首を落とされた。こうして、敵主力を不利な地形へと誘い込み、伏兵で挟撃する釣野伏せ戦法で沖田畷の合戦は寡兵の島津・有馬連合軍の勝利に終わった。

### 大将の最後
また一説によると、首を打ちとったとされる人物は万膳仲兵衛尉弘賀であり、弘賀によると乱戦となった戦場は混乱を極めており、隆信は籠に乗り6人のかつぎ手と共に、アシの茂みで隠れていたところ、索敵中の弘賀隊が発見、「伝令」と言いながら近づくも6人を素早くなで切り、「南無阿弥陀仏」と唱え這いずり逃げる隆信を、一刀のもと首を落としたともされる。打ちとられた報はすぐさま戦場を駆けまわり、首実検のおり島津家久に向かって隆信の家臣、江里口藤兵衛というものがとびかかったとされている。

## 戦後

### 龍造寺家
龍造寺家はこの戦で総大将の隆信や信勝の他、鍋島信生の実弟・龍造寺康房、小河信俊をはじめ、重臣の成松信勝、百武賢兼ら多数が討ち死した。『九州治乱記』によると二百三十余人が戦死したとある。
総大将を失って総崩れとなった龍造寺勢は本拠地の佐賀城に向けて撤退した。浜側を攻めていた江上家種は配下の執行種兼らを退却中に失ったがなんとか戦場を脱出した。鍋島信生は本隊が総崩れとなって柳河を目指して落ちて行った。
隆信の嫡子・政家は祖母とともに国政を行ったが、島津家が来襲するとの流言があり、天正16年、政家は鍋島信生を養子として呼び戻すことになった。

### 島津家
龍造寺家に勝利して政家が屈服したことにより、龍造寺家の傘下にあった国人らは一気に島津家に寝返り、島津家の勢力は一気に筑前・筑後まで拡大する。以後、九州は島津が九州制覇を推し進めていくことになる。

## 両軍の兵力に関して
島津側連合軍の兵力に関してであるが、有馬鎮貴は5,000人の手勢、島津軍と合わせても総勢1万人に満たなかった。また連合軍に関しての逸話として、ルイス・フロイスは『日本史』において有馬方には2門の大砲が船積みされていたが砲手がおらず、一人のアフリカのカフル人が弾丸を込め、一人のマラバル人が点火し、厄介な操作にもかかわらず見事に発射したと記述している。また同じくフロイス『日本史』（西九州篇第五十三章）における記述によると「敵は再び我らの柵塁を攻撃してきた。薩摩勢はこれに応戦したものの、すでに幾分疲弊しており、彼我の戦備は極度にちぐはぐであった。すなわち龍造寺勢は多数の鉄砲を有していたが、弓の数が少なく、長槍と短い太刀を持っていたのに反し、薩摩勢は鉄砲の数が少なかったが多くの弓を持ち、短い槍と非常に長い太刀を備えていた。（中略）両軍とも槍を構える暇がなく手当たり次第に敵の槍を太刀で斬り払い、鉄砲も弾を篭める暇がないので撃つのをやめてしまった」とあり、島津軍の誘導作戦もあるが双方とも鉄砲を撃ち合う暇を要しない程の激戦であり、龍造寺軍は島津軍を上回る兵力や鉄砲の数を有効に活かせなかったことが窺い知れる。
龍造寺軍の兵力は5万7000人。薩摩方の記録には6万人とある。ルイス・フロイスの書簡には2万5000人とある。
5万7000という数字は『北肥戦誌』に記述があり、その後に本来柳川城にて筑後国を抑えるよう命じられていた鍋島直茂が、柳川城へ父の鍋島清房を入れて参陣したとある。その人数は『北肥戦誌』には詳らかにないが、フロイス『日本史』によると、直茂は兵船50、人員5,000で島原城へ入らんとしたが、有馬・島津の為に上陸できず三会城（別名：寺中城）へ入ったとし、『北肥戦誌』にある当初の数5万7000と合わせれば6万以上の動員に達する。

## 参戦武将

### 島津・有馬 連合軍

#### 島津軍
- 島津家久（大将）

- 島津忠長
- 島津彰久
- 島津豊久

- 新納忠元
- 伊集院忠棟
- 平田光宗

- 上原尚近
- 山田有信
- 川田義朗

- 川上忠智
- 川上忠堅
- 鎌田政近

- 猿渡信光
- 万膳弘賀
- 赤星統家

#### 有馬軍
- 有馬晴信（大将）

### 龍造寺軍
- 龍造寺隆信（大将）

- 執行種兼
- 龍造寺康房（鍋島信生の実弟）
- 小河信俊（鍋島信生の実弟）

- 江里口信常
- 成松信勝
- 百武賢兼
- 堤貞元

- 円城寺信胤
- 木下昌直
- 納富賢景（賢嘉とも、納富信景の子）

- 江上家種
- 後藤家信
- 鍋島信生（のちの鍋島直茂）

- 石井党
- 大村純忠

- 西牟田統賢

## 関連作品
ボードゲーム
- 「九州三国志」（ツクダホビー）
- 「Okitanawate」（『RAN』収録）GMT Games、2007年、英語